# Chiesa di San Domenico (Reggio Emilia)
La chiesa di San Domenico è un edificio di culto cattolico situato in piazza San Domenico, nel centro storico di Reggio Emilia. La chiesa è sede della parrocchia omonima del vicariato Urbano della diocesi di Reggio Emilia-Guastalla.

## Storia
La chiesa e l'adiacente convento furono costruiti su iniziativa della cittadinanza reggiana tra il 1233 ed il 1236. Il fabbricato, che originariamente presentava una facciata a capanna, fu poi ampliato nel 1488 su progetto di Antonio Casotti. Durante la guerra di successione spagnola il convento fu trasformato in un ospedale militare per le truppe franco-spagnole. Tra il 1723 ed il 1734 l'edificio ecclesiastico subì le ultime modifiche, progettate dall'architetto reggiano Giovanni Maria Ferraroni, che gli conferirono l'aspetto attuale. Fu costruita una nuova copertura a volta, aperto un coro, erette due cappelle laterali, mentre le tre navate della chiesa furono ridotte ad una sola. Nel 1796 i domenicani furono espulsi dalla città e di conseguenza dovettero abbandonare il convento che fu adibito a caserma. Dopo un periodo di decadenza il fabbricato fu restaurato e, dopo l'Unità d'Italia, riconvertito dal Regio Esercito in Deposito Stalloni.

## Descrizione
La facciata, incompiuta, mostra chiaramente i vari interventi strutturali realizzati su di essa nel corso dei secoli. Si possono distinguere infatti chiaramente la struttura a capanna romanica con i resti delle lesene, degli archetti pensili e le monofore, gli avanzi di due rosoni gotici e, nella sezione superiore, le volute di raccordo barocche.
L'interno, che presenta una navata unica, è a croce latina rovesciata. Sul primo altare a destra San Giacinto, di Palma il Giovane, nel terzo San Vincenzo Ferreri con la Vergine di Pietro Desani mentre sul secondo altare a sinistra San Domenico in gloria e i Ss. Tommaso, Pio, Caterina e Rosa da Lima di Felice Torelli.